# Zone di protezione speciale della Liguria
Le zone di protezione speciale della Liguria, individuate in base alla Direttiva Uccelli (Direttiva 2009/147/CE) e appartenenti alla rete Natura 2000, sono sette e comprendono circa 19 175 ettari equivalenti al 3,64% della superficie terrestre della regione.

## Zone di protezione speciale
| Definizione dell’area       | Immagine | Codice Natura 2000 | Note | Sup. | Coordinate             |
| --------------------------- | -------- | ------------------ | ---- | ---- | ---------------------- |
| Piancavallo (area protetta) |          | IT1313776          |      | 1142 | 44.131775°N 7.768134°E |
| Saccarello - Garlenda       |          | IT1314677          |      | 984  | 44.045093°N 7.732914°E |
| Sciorella                   |          | IT1314678          |      | 1481 | 44.024019°N 7.805086°E |
| Toraggio - Gerbonte         |          | IT1314679          |      | 2567 | 43.999179°N 7.677967°E |
| Testa d'Alpe - Alto         |          | IT1315380          |      | 1560 | 43.927421°N 7.597401°E |
| Ceppo Tomena                |          | IT1315481          |      | 2068 | 43.917497°N 7.769435°E |
| Beigua - Turchino           |          | IT1331578          |      | 9914 | 44.440391°N 8.657782°E |